# Libertad religiosa en Arabia Saudita

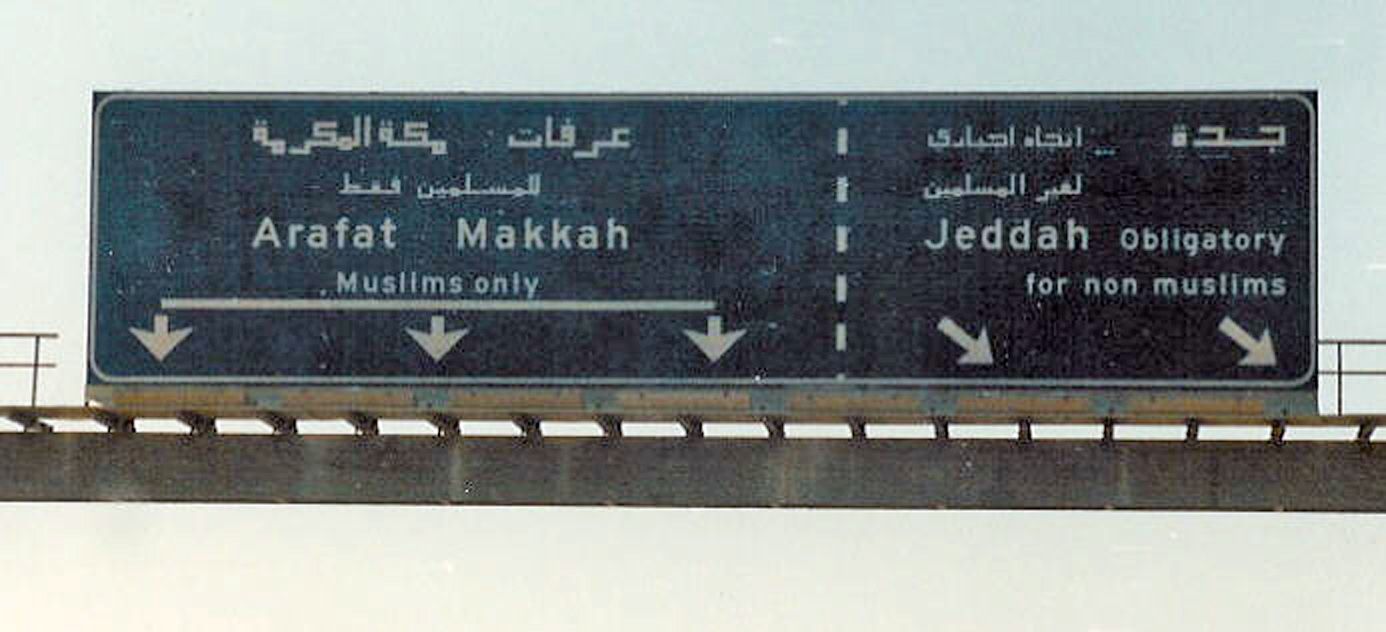
Los no musulmanes tienen prohibido entrar en La Meca. Un ejemplo de la segregación religiosa.

El reino de Arabia Saudita es una monarquía teocrática islámica en la que el islam es la religión oficial. La ley exige que todos los ciudadanos sauditas sean musulmanes: la libertad religiosa es inexistente. El gobierno no prevé el reconocimiento legal o protección de la libertad de religión, y está muy restringida en la práctica, hasta el punto de que se ha podido decir que la ausencia de libertad religiosa “es ya tan grave que no puede empeorar”. La práctica pública de las religiones no musulmanas está prohibida. Como cuestión de política, el Gobierno garantiza y protege el derecho al culto privado para todos, incluidos los no musulmanes que se reúnen en los hogares para la práctica religiosa, sin embargo, este derecho no siempre se respeta en la práctica y no está definido en la ley. La Mutaween Saudita (árabe: مطوعين), o Comité para la Promoción de la Virtud y la Prevención del Vicio (es decir, la policía religiosa), hace cumplir la prohibición de la práctica pública de las religiones no musulmanas.

## Conversión religiosa forzada
Según la ley, los niños de padres sauditas son considerados musulmanes, con independencia de la provincia o de la tradición religiosa en los que tal vez han nacido. En algunos casos, los niños criados en otros países y en otras tradiciones religiosas que llegaron a Arabia Saudita o llevados por sus padres a Arabia Saudita son coaccionados para que se ajusten a las normas y prácticas islámicas; la conversión forzada está prohibida. Durante el año 2006, no se informó de la conversión religiosa forzada de ciudadanos de los Estados Unidos menores de edad que habían sido secuestrados o sustraídos ilegalmente de ese país.
El 3 de septiembre de 1992 Sadiq 'Abdul-Karim Malallah fue decapitado públicamente en al-Qatif, en la provincia oriental de Arabia Saudita después de haber sido declarado culpable de apostasía y blasfemia. Sadiq Malallah, un musulmán chiita de Arabia Saudita, fue detenido en abril de 1988 y acusado de arrojar piedras a una patrulla de la policía. Se dice que estuvo en régimen de aislamiento durante largos períodos de tiempo durante sus primeros meses en prisión y torturado antes de su primera comparecencia ante un juez en julio de 1988. El juez le preguntó a convertirse del islam chiita al islam suní wahabista, y supuestamente le prometió atenuar la pena si obedecía. Después de que él se negara a hacerlo, fue trasladado a al-Mabahith al-'Amma (General de Inteligencia) en la prisión de Dammam, donde estuvo hasta abril de 1990. Posteriormente, fue trasladado a al-Mabahith al-'Amma en la prisión de Riad, donde permaneció hasta la fecha de su ejecución. Sadiq Malallah se cree que ha participado en los esfuerzos para garantizar la mejora de los derechos de la minoría musulmana (los chiitas) de Arabia Saudita.